# فریدریش زیمرمان
فریدریش زیمرمان (انگلیسی: Friedrich Zimmermann; ۱۸ ژوئیهٔ ۱۹۲۵ – ۱۶ سپتامبر ۲۰۱۲) یک سیاست‌مدار اهل آلمان بود.